# Beijing-Hyundai
 (décembre 2016).
Si vous disposez d'ouvrages ou d'articles de référence ou si vous connaissez des sites web de qualité traitant du thème abordé ici, merci de compléter l'article en donnant les références utiles à sa vérifiabilité et en les liant à la section « Notes et références ».
Beijing-Hyundai est une coentreprise entre l'industriel Beijing Automotive et le constructeur automobile sud coréen Hyundai créée en 2002.

## Gamme actuelle
- Hyundai Reina
- Hyundai Verna Yuena
- Hyundai Celesta
- Hyundai Elantra Lingdong PHEV
- Hyundai Mistra
- Hyundai Lafesta
- Hyundai Sonata (LF)
- Hyundai Custo
- Hyundai ix25
- Encino
- Hyundai ix35 II
- Hyundai Santa Fe (DM)

## Anciens modèles
- Hyundai Accent (MC)
- Hyundai Verna
- Hyundai Verna RV
- Hyundai Verna Yuena RV
- Hyundai Elantra (XD)
- Hyundai Elantra Yuedong
- Hyundai Elantra Langdong
- Hyundai Elantra Lingdong
- Hyundai Sonata (EF) restylée
- Hyundai Moinca
- Hyundai Sonata (NF)
- Hyundai Sonata NFC
- Hyundai Sonata (YF)
- Hyundai Tucson (JM)
- Hyundai ix35 (LM)
- Hyundai Tucson (TL)